# Iglesia de San Francisco (Tunja)
{{Ficha de templo
| nombre =Iglesia de San Francisco
| imagen =Sector Antiguo de la ciudad de Tunja 11.JPG
| tipo =Iglesia
| advocación =San Francisco de Asís
| ubicación = Tunja, Colombia
| coordenadas =
| culto =Católico
| diócesis =Arquidiócesis de Tunja
| orden =
| sacerdote =
| construcción =1570 - 1640
| fundador = Comunidad Franciscana OFM
| estilo =[[Colonial - Barroco clasicista
]]
| tipo =Monumento Nacional de Colombia
}}

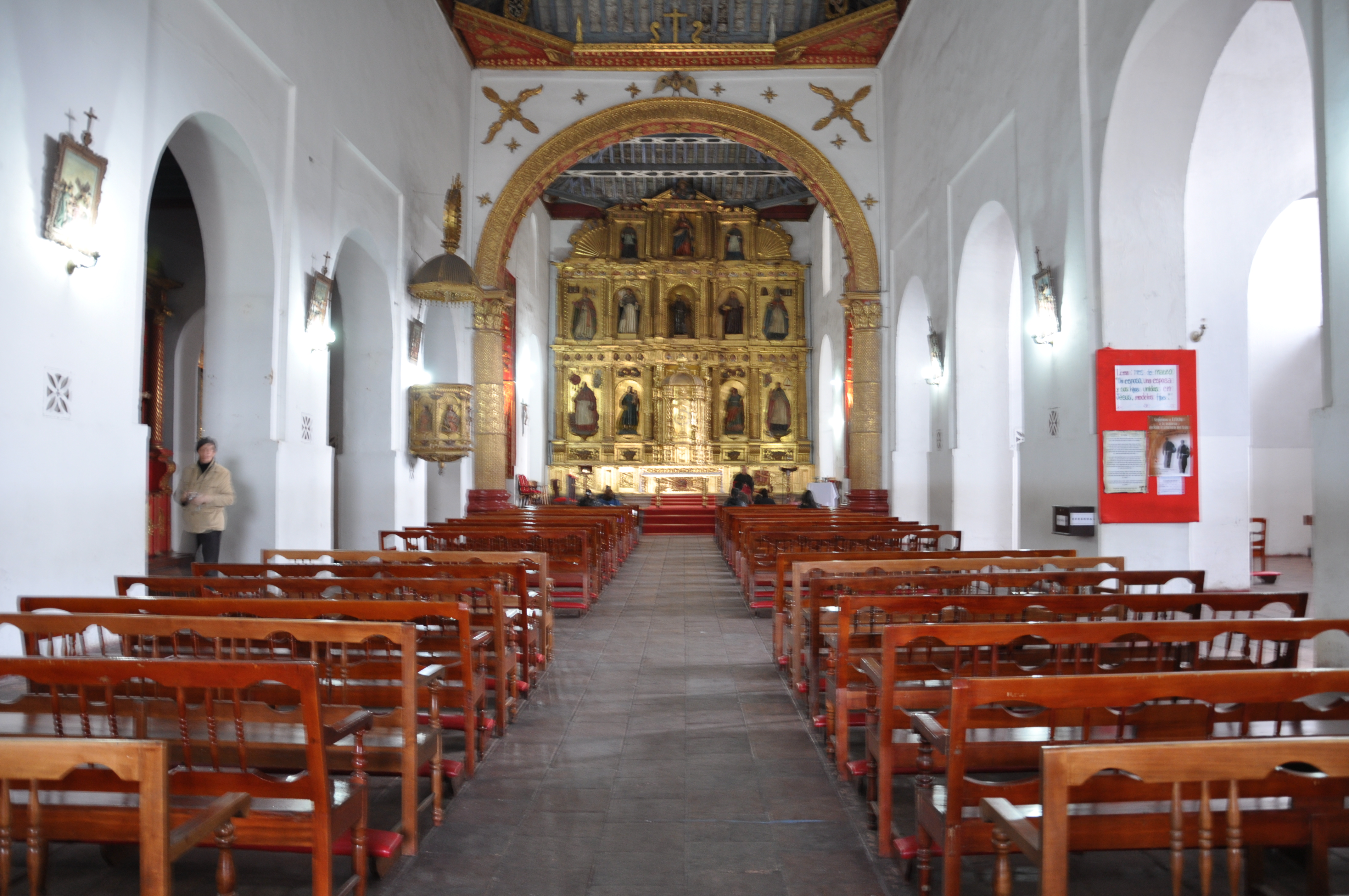
Detalle de la nave central del Templo

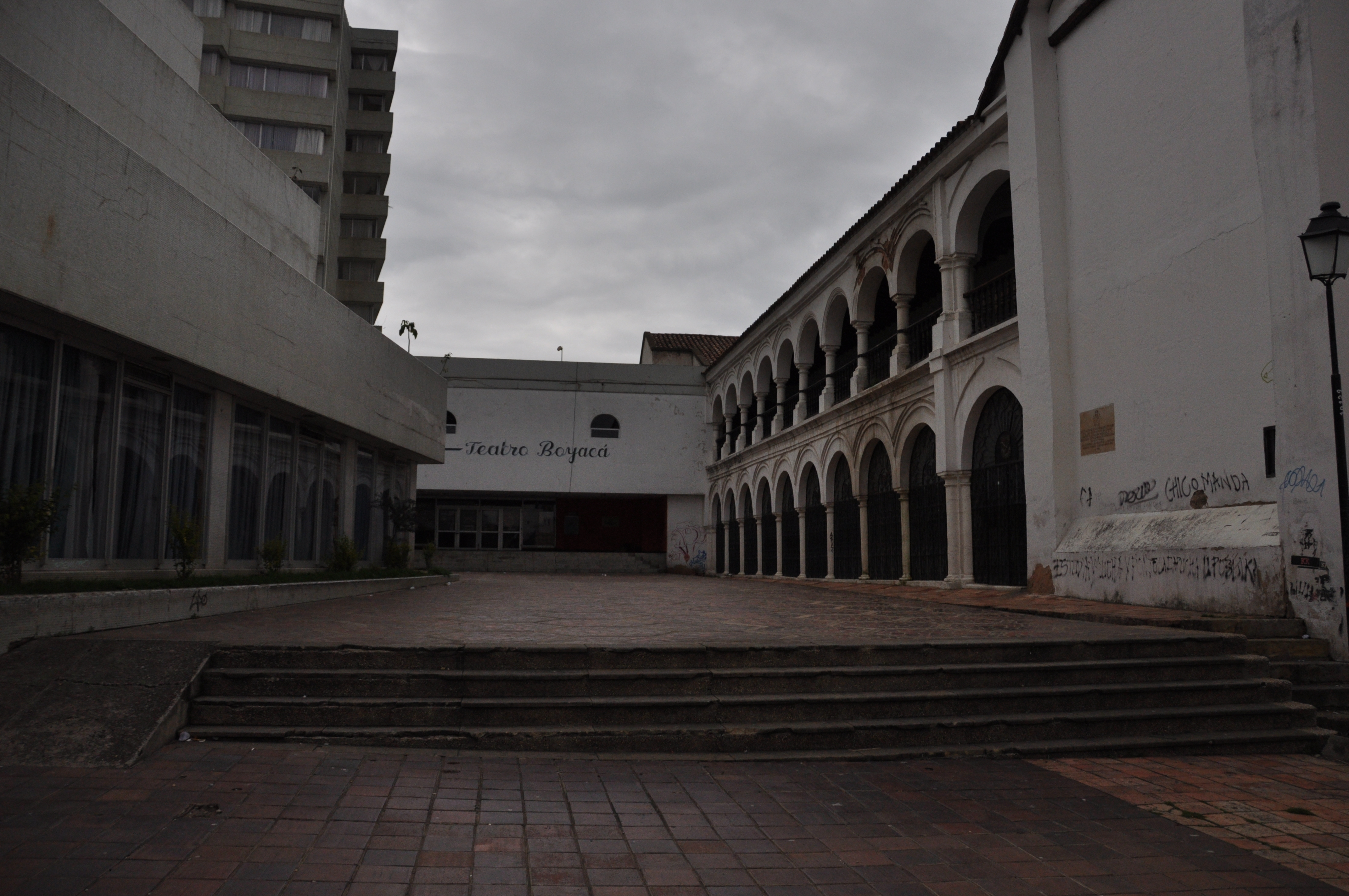
Parte norte del Convento y plaza del Teatro Boyacá

La iglesia y convento bajo la advocación de Santa María Magdalena pertenece a la Orden Franciscana OFM y está ubicado en el centro histórico de Tunja, en su sector más septentrional sobre la cárcava de San Francisco a la cual da nombre el convento.
Sus orígenes datan de la segunda mitad del siglo XVI no acabándose construir hasta bien entrado el siglo XVII. Sus más de cuatrocientos años de historia han supuesto una serie de avatares hasta alcanzar el momento actual; fue desamortizado con las normas de Manos Muertas del presidente Mosquera en el siglo XIX, fue sede del Batallón Bolívar y hasta colegio de señoritas. Lo que se conserva en el momento actual no es más que una parte de su esplendor y de su extensión, pues el convento, ubicado en lo que es la parte meridional de la iglesia, fue demolido a mediados del siglo XX para construir el hotel Hunza que hoy se enseñorea de la plaza de San Francisco. Del claustro solamente queda la crujía norte, adosada a la iglesia, con doble arcada, la inferior de arcos peraltados sobre columnas y la superior de arcos túmidos también sobre columnas y enmarcados en un alfiz.

## Contenido artístico
La Iglesia de San Francisco es uno de los ejemplos más destacados de la arquitectura colonial en Tunja. De tres naves, la central más alta y ancha que las laterales (lo que ha supuesto que algunas fuentes hablen de una sola nave), y de planta basilical que acaba en testero plano con presbiterio y arco toral destacado. La fábrica es de piedra y adobe, con techumbre de madera.
Las tres naves están separadas por arcos formeros de medio punto levantados sobre gruesos pilares octogonales que soportan la estructura del templo, al igual que los recios muros gruesos sin vanos para mejorar su función portante.
La fachada es austera, como representante de la Orden Franciscana, en la cual solo se abren dos puertas en piedra con escasa decoración. La central con una sencilla puerta con arco de medio punto y frontón partido donde se ubica la pequeña estatua de la Virgen, y otra puerta de iguales características en el lado de la Epístola con el escudo franciscano de los estigmas de Cristo y San Francisco, sin frontón en este caso. El campanario, de escasa altura no destaca sobre la fábrica de la iglesia. El frontón que remata el templo es de tipo trebolado, tan del gusto de la estética franciscana.
Hacia el interior la iglesia gira entre una austeridad franciscana y la estética de la restauración de 1992 con la conmemoración del V Centenario del Descubrimiento de América, donde destacan los grupos escultóricos del retablo mayor de San Francisco, de tres cuerpos y cinco calles con predela, el arco toral hojillado en oro y sobre grandes pilastras y capiteles corintios, el púlpito sobre el lado del Evangelio, el grupo escultórico de la Crucifixión, el Altar de los Pelícanos, en madera noble que es una de las mejores muestras iconográficas del simbolismo de la pasión de nuestro Señor y el camarín de la Inmaculada Concepción, con una profusión de decoración pictórica en vivos colores azules, blancos y rojos.
A los pies de las naves se sitúan los profundos coros altos, en fábrica de madera, sobre la nave central y sobre la de la Epístola, y sobre ellos el armazón de madera de estilo mudéjar a par y nudillo y tirantes trepanados que cubre toda la superficie del templo.
En la Semana Santa de Tunja, la más antigua de Colombia, y considerada Patrimonio Cultural de la Nación de carácter inmaterial, se instala el Santo Sepulcro en el interior de la Iglesia donde le guaradn vigilia los fieles. De esta iglesia parte la procesión del resucitado el Domingo de Resurrección.

## Véase también

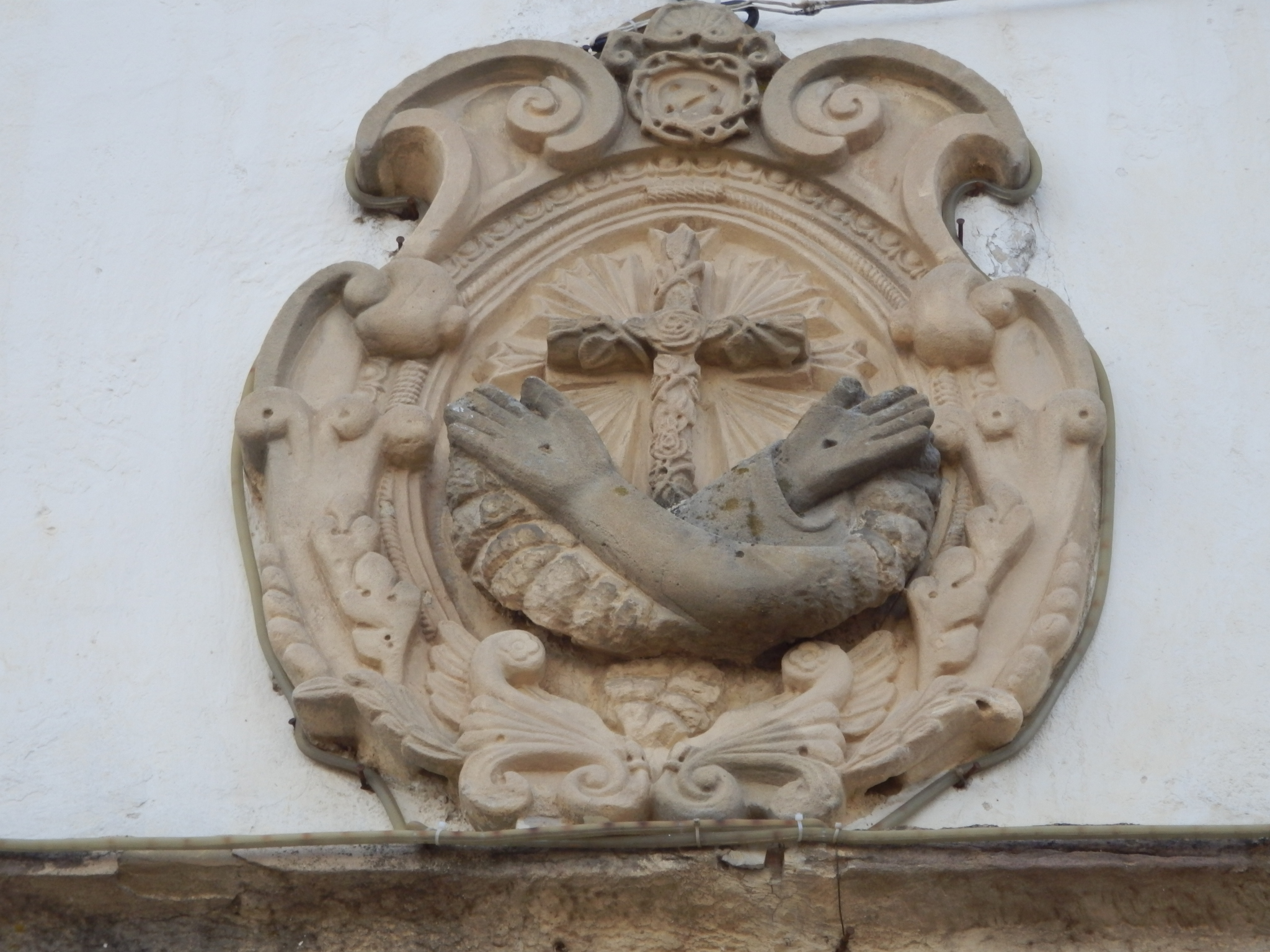
Escudo franciscano sobre la puerta de la Nave de la Epístola de la iglesia de San Francisco de Tunja

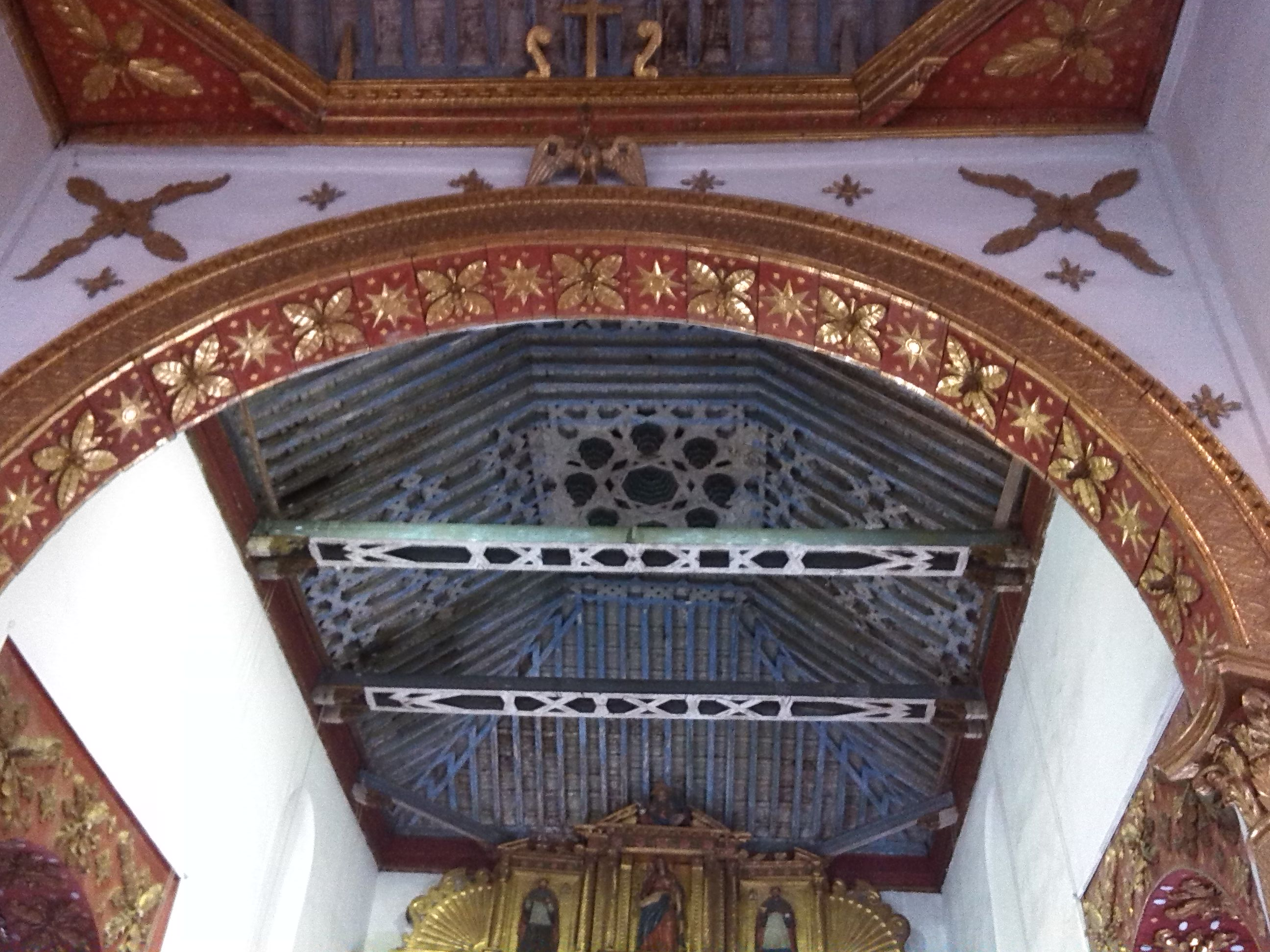
Techumbre de técnica mudéjar a par y nudillo de la iglesia de san Francisco de Tunja

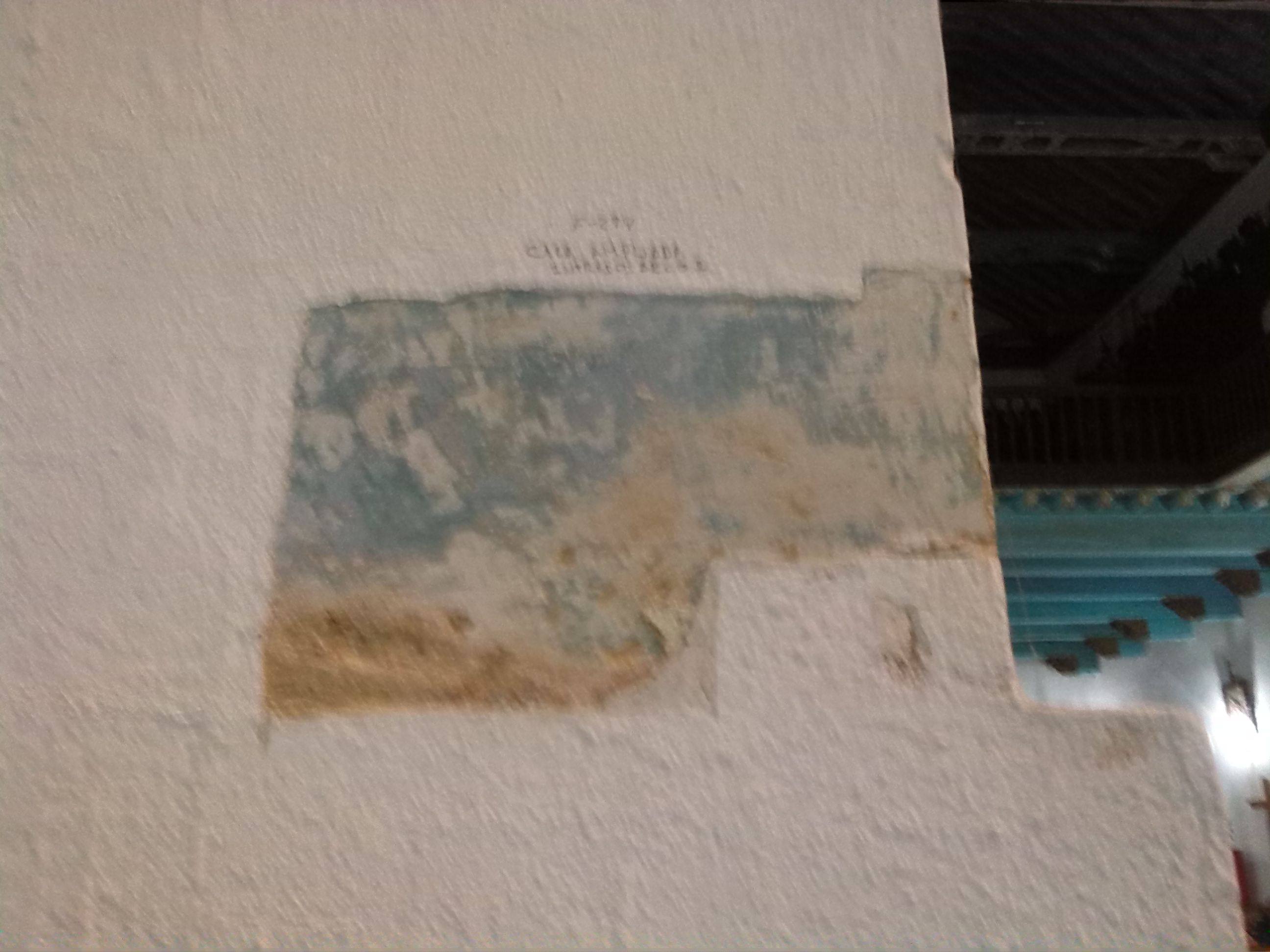
Catas estratigráficas de pinturas murales en la iglesia de San Francisco de Tunja

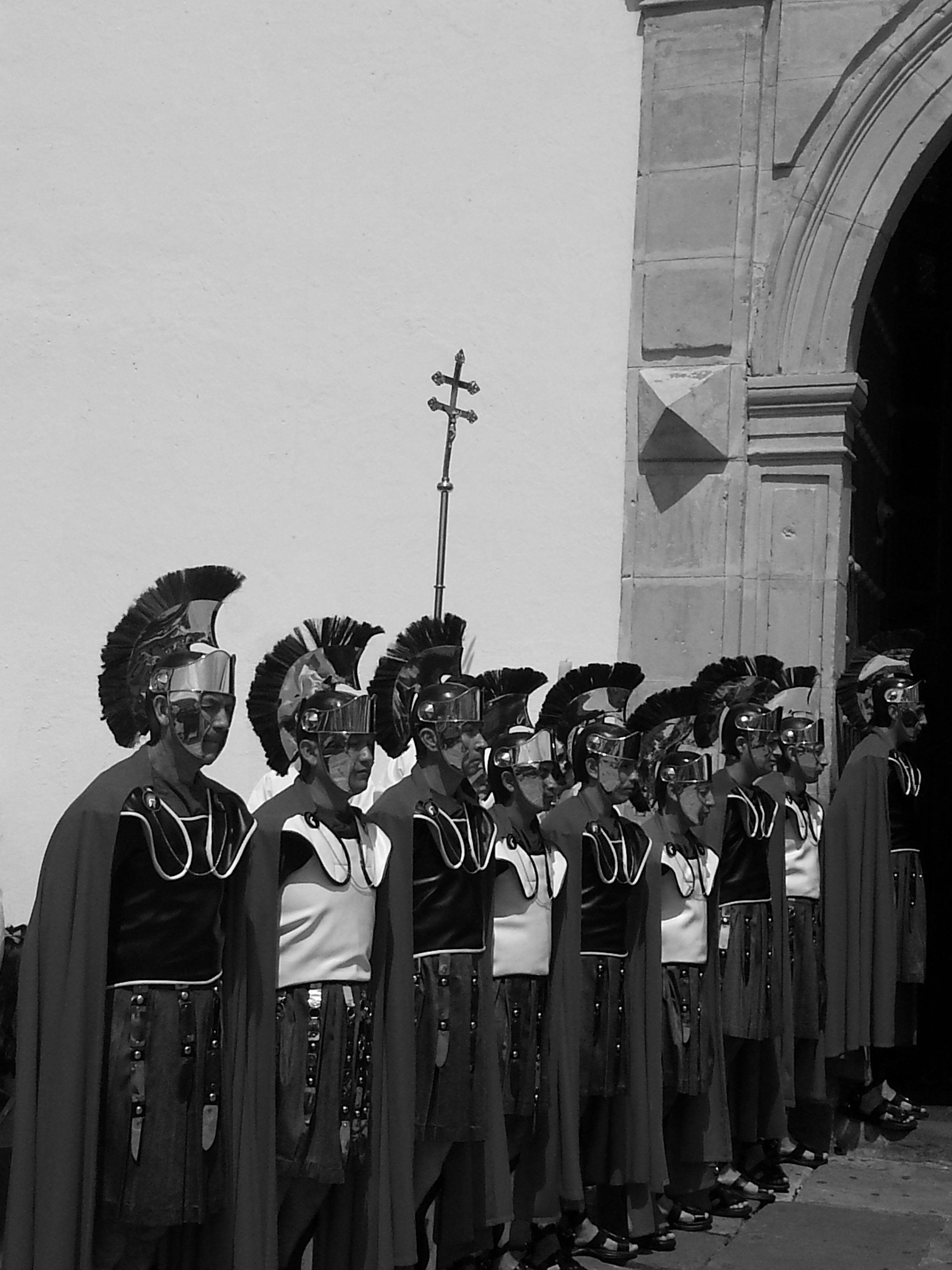
Guardia romana a las puertas de San Francisco

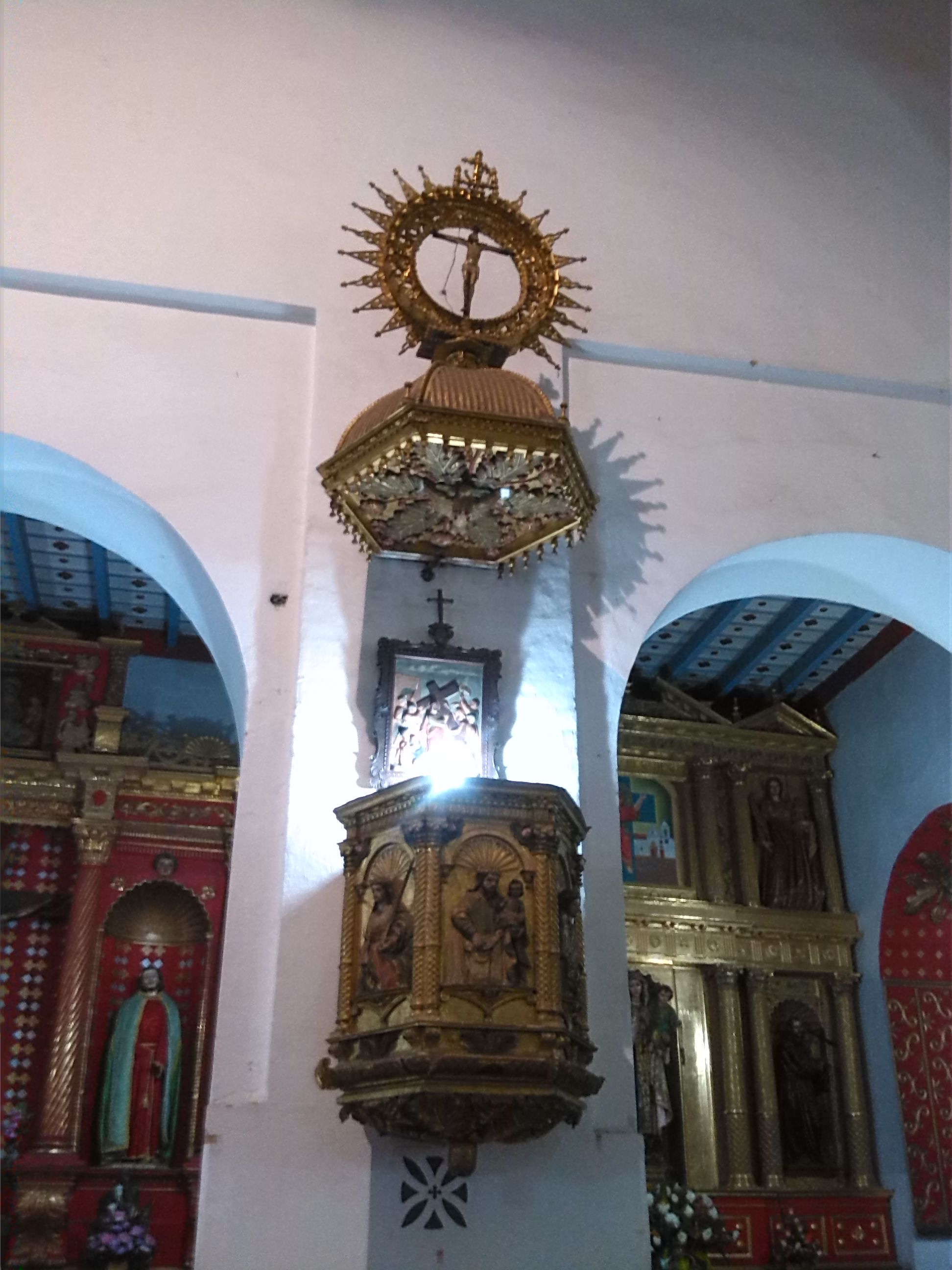
Púlpito de la iglesia de San Francisco, de marcadas trazas barrocas coloniales

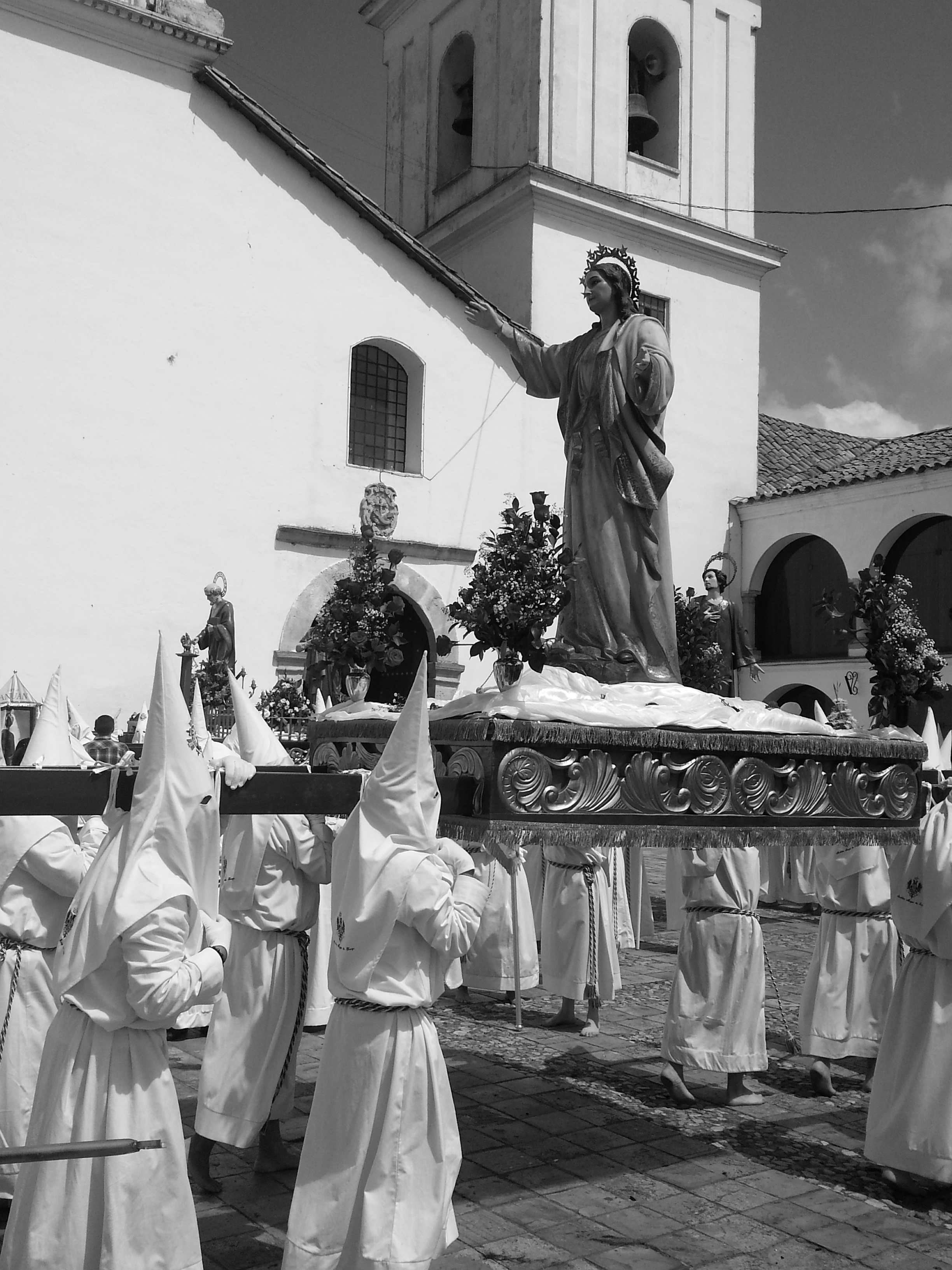
Procesión de El Resucitado en la Iglesia de San Francisco de Tunja. Talla de San Juan.

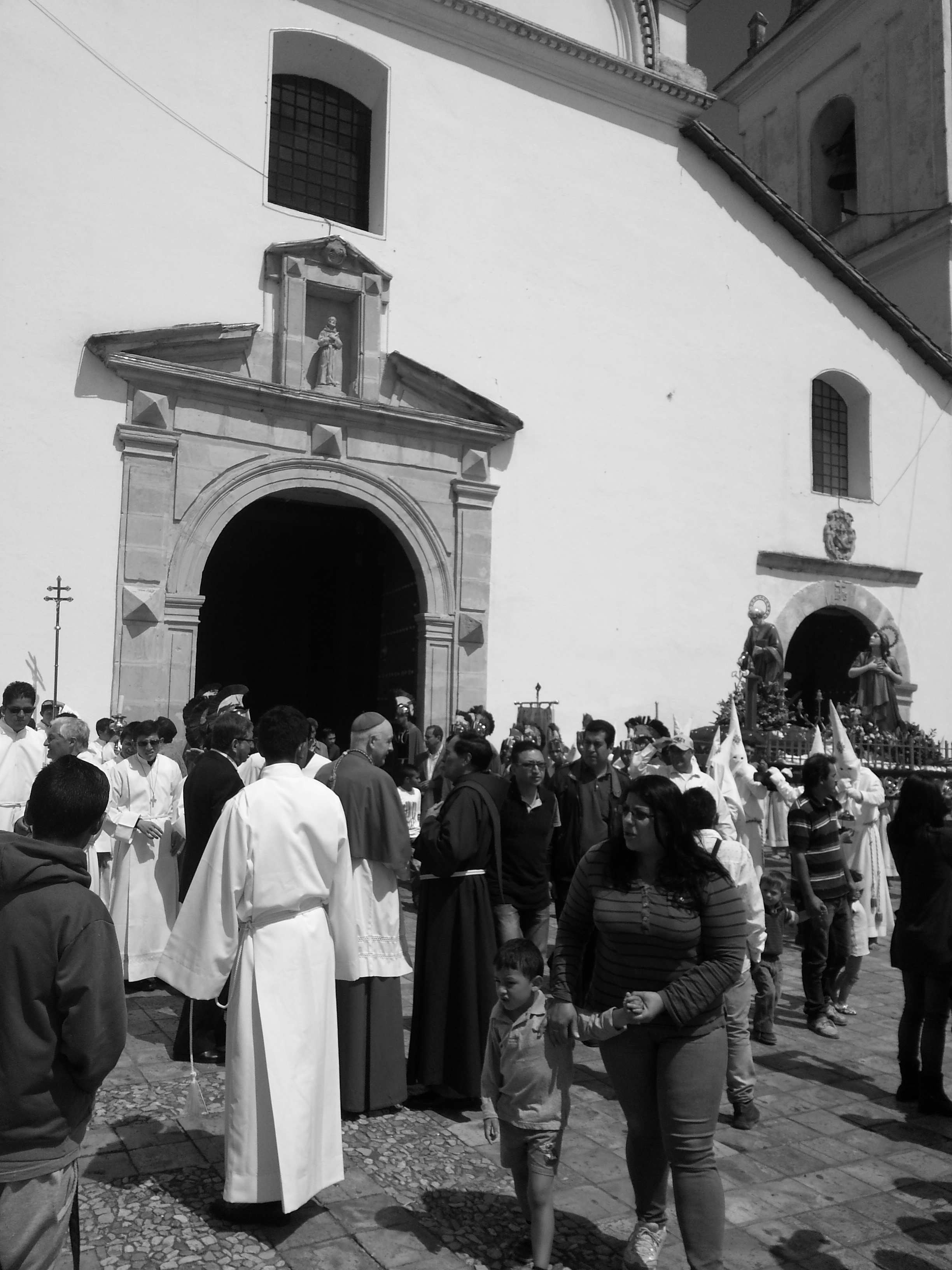
Guardia romana en San Francisco de Tunja el Domingo de Resurrección